# Anthonsen
Anthonsen er en dansk tv-serie i fem afsnit, først sendt på DR 1984-1985. Hovedpersonen, den evigt forkølede privatdetektiv Holger Anthonsen, spilles af Ove Sprogøe, og i rollen som hans sekretær/husholderske, frøken Nyborg, sås Elin Reimer. Serien var en spin-off fra Ballings og Bahs film Rend mig i revolutionen fra 1970, hvor Ove Sprogøe første gang spillede privatdetektiven Anthonsen.
Serien er skrevet af Stig Thorsboe og Peter Thorsboe, instrueret af Erik Balling og Henning Bahs, og indeholder flere referencer til Olsen-banden. F.eks. minder Kriminalkommissær Fredlund, spillet af Axel Strøbye, meget om hans rolle som Jensen i Olsen-banden. Den karakteristiske titelmelodi var komponeret og fløjtet af Kim Larsen.

## Medvirkende
- Anthonsen – Ove Sprogøe (5 afsnit)
- Frk. Nyborg – Elin Reimer (5 afsnit)
- Bjerre – Paul Hagen (3 afsnit)
- Fredlund – Axel Strøbye (4 afsnit)
- Birger Nielsen – Allan Olsen (3 afsnit)
- Iversen – Jens Arentzen (2 afsnit)

## Afsnit
| Afsnit | Titel                      | Først sendt | Handling | Længde   |
| ------ | -------------------------- | ----------- | --- | -------- |
| 1      | "Den store sag"            | 1/12-1984   | Der har været indbrud i et kendt diamantfirma, og en en mystisk forsvinden leder Anthonsen på sporet af en veltilrettelagt forbrydelse.                                                                         | 01:11:00 |
| 2      | "Den døde mand"            | 8/12-1984   | Anthonsen bliver vidne til et indbrud i en villa, mens han leder efter beviser i en sag om utroskab. Husets indehaver påstår, at hun intet savner.                                                              | 00:57:06 |
| 3      | "Den gale mand"            | 15/12-1984  | Et ægteskabeligt sidespring udvikler sig pludselig overraskende, da det viser sig, at den mistænkte synes at have kontakt til efterretningsvæsenet.                                                             | 01:03:02 |
| 4      | "Millioner med mere Del 1" | 22/12-1984  | Den pæne sikkerhedsinspektør Georg Møller er på ugentlige besøg i den mindre pæne Club 69. Besøgene viser sig dog senere at rense Møller for mistanke om medskyld i et bankrøveri.                              | 00:37:04 |
| 5      | "Millioner med mere Del 2" | 29/12-1984  | Anthonsen er fortsat på sporet af en meget betydningsfuld sag. En pengetransport fra banken er blevet frarøvet to kufferter, hvoraf den ene indeholdt 10 mio. kr. Den anden indeholdt også noget meget vigtigt. | 00:45:06 |